# Tâmboești
Tâmboești est une commune du județ de Vrancea en Roumanie.